# Zespół antycholinergiczny
Zespół antycholinergiczny jest zespołem objawowym, charakteryzującym się zmianą zachowania, powstającym w wyniku ubocznych działań leków blokujących receptory muskarynowe (głównie M1) występujące w ośrodkowym i obwodowym układzie nerwowym, których naturalnym agonistą jest acetylocholina. Do substancji wywołujących zespół antycholinergiczny zaliczamy alkaloidy tropanowe (atropina, skopolamina) oraz leki z grup:
- leki przeciwhistaminowe (difenhydramina, dimenhydrynat)

- leki stosowane w chorobie Parkinsona (benzatropina, biperyden)

- trójpierścieniowe leki przeciwdepresyjne TLPD (amitryptylina, imipramina, klomipramina)
- leki przeciwpsychotyczne (olanzapina, klozapina)
- neuroleptyki pochodne fenotiazyny (chlorpromazyna, prochlorperazyna, prometazyna, tiorydazyna)

Zespół antycholinergiczny został opisany przez Winklera w 1952 roku u zwierząt doświadczalnych którym podawano atropinę. Charakteryzuje się zmianą, „rozkojarzeniem” zapisu EEG wskazującym na II i III stadium snu i zachowaną aktywnością ruchową.
U człowieka występuje po podaniu odpowiednich dawek atropiny lub innych leków cholinolitycznych.

## Objawy
Rozpoznanie na podstawie objawów:
1) ośrodkowych (ze strony OUN) – omamy, splątanie, pobudzenie psychoruchowe (czasem bardzo gwałtowne, niebezpieczne dla chorego i otoczenia), śpiączka (rzadko z drgawkami)
2) obwodowych – rozszerzenie źrenic, tachykardia, rozszerzenie naczyń obwodowych, suchość skóry i błon śluzowych, hipertermia, porażenie perystaltyki jelit i zatrzymanie moczu.
Tempo narastania objawów zależy od rodzaju i dawki leku, ale też od stanu w jakim znajduje się ośrodkowy układ nerwowy. Po podaniu dużych dawek atropiny zaburzenia świadomości pojawiają się szybko i równie szybko narastają do stanu śpiączki włącznie (bez fazy majaczenia). Charakterystyczne objawy zatrucia atropiną opisane zostały przy omówieniu atropiny. Przy zażywaniu TLPD zanim pojawi się majaczenie, przez wiele godzin utrzymuje się przymglenie świadomości, niekiedy euforia, którym towarzyszą nasilone objawy obwodowe porażenia układu przywspółczulnego (zaburzenia akomodacji, suchość błon śluzowych). Zespół antycholinergiczny ze względu na podobieństwo objawów bywa mylony z: chorobą psychiczną, zatruciem środkami halucynogennymi, alkoholowym zespołem abstynencyjnym (w tym majaczeniem alkoholowym).

## Leczenie
Polega na odstawieniu leku wywołującego, podaniu diazepamu, a w przypadku nasilonego zespołu majaczeniowego zastosowanie fizostygminy jako specyficznego antidotum.
Dodatkowe postępowanie:
- Zabezpiecz pobudzonego chorego przed urazem lub wyrządzeniem sobie (lub otoczeniu) krzywdy. Czasem niezbędne obezwładnienie fizyczne lub farmakologiczne. Wyjątkowo konieczna bywa intubacja dotchawicza i mechaniczna wentylacja płuc.

- W cięższym zatruciu monitoruj czynność serca, ciśnienie tętnicze i diurezę (możliwe zatrzymanie moczu).